# Валленда, Ник

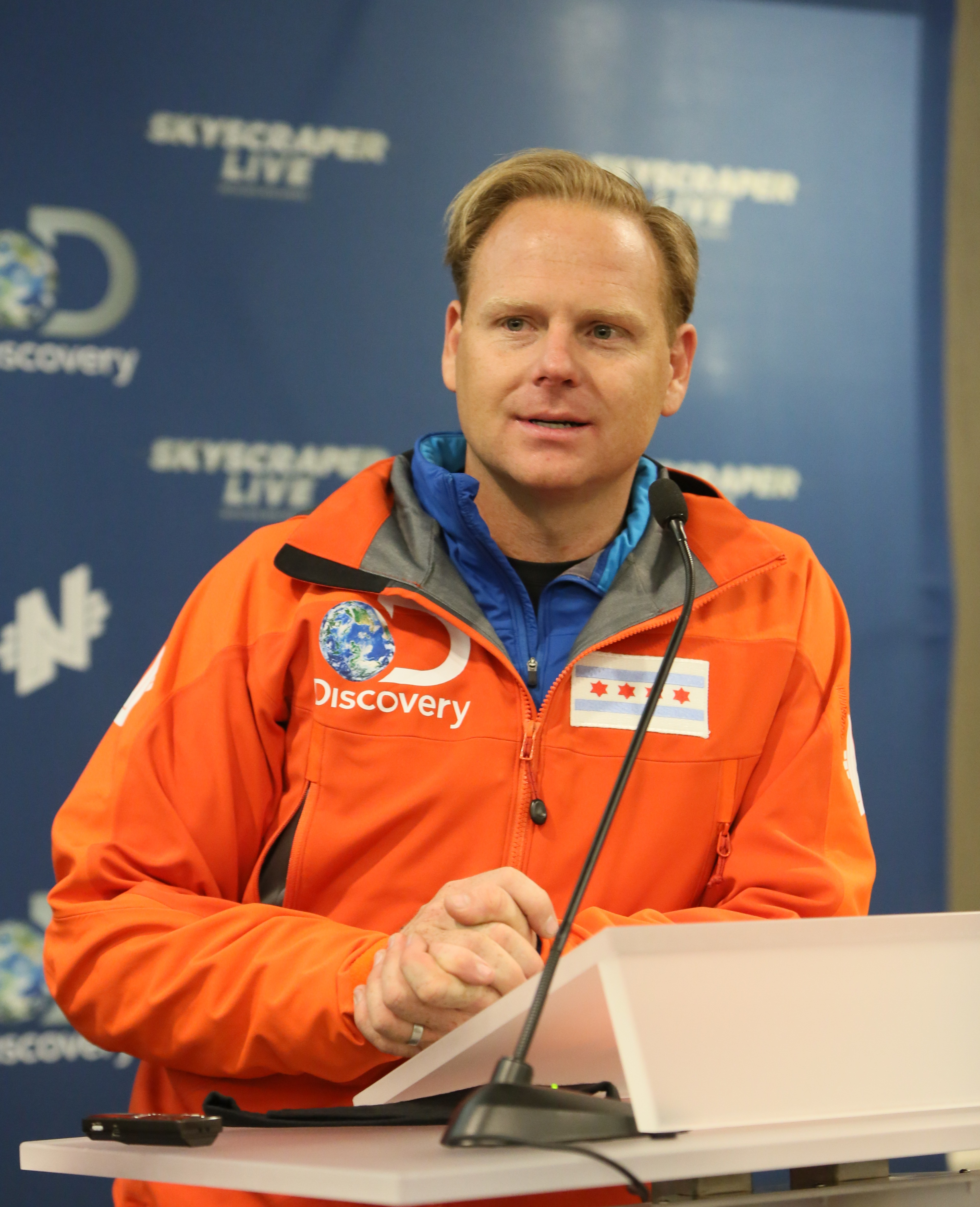
Валленда в ноябре 2014 года

Николас «Ник» Валленда (англ. Nikolas "Nik" Wallenda; род. 24 января 1979, Сарасота, Флорида) — американский акробат
, воздушный гимнаст, эквилибрист, канатоходец и каскадёр, известный своими выступлениями без какой-либо страховки. 
Валленда является обладателем шести рекордов Книги рекордов Гиннесса за различные совершённые им акробатические трюки.
Представитель седьмого поколения знаменитой цирковой династии (его прадед и еще двое членов династии Валлендов погибли, выполняя трюки), сам начал выступать в цирке с 13 лет, увлёкшись эквилибристикой; карьеру канатоходца начал в 1998 году.

## Биография
Валленда родился в Сарасоте, Флорида 24 января 1979 году. Начал выступать в цирке вместе со своими родителями в возрасте двух лет. Начал ходить по канату в том же возрасте, держась за руку матери. В 4-летнем возрасте начал ходить по канату самостоятельно. Валленда пробовал быть клоуном, жонглёром, дрессировать собак.
После того как он окончил среднюю школу, родители поощряли его пойти в колледж. Валленда решил стать врачом и пошел учиться в колледж. Однако его планы изменились в 1998 году, когда он участвовал в создании пирамиды из семи человек на канате в Детройте, рядом с отцом, матерью и другими членами семьи.
В 2001 году Валленда появился с семью другими членами семьи в японском парке Kurashiki Tivoli, в попытке воспроизвести первую в мире пирамиду на канате из восьми человек. После пяти месяцев тренировок, которые включали тренировки по четыре часа в день, шесть дней в неделю, семья успешно продержалась на канате на высоте 30 футов (9,1 м) в течение шести минут, установив рекорд Гиннеса.
С 2002 по 2005 год Валленда выступил наряду с его женой, детьми и другими членами семьи в парке Wet 'n Wild Emerald Pointe в Гринсборо (Северная Каролина). Они также ездили в тур по Соединённым Штатам, как участники различных цирков. В 2005 году Валленда и его жена Эрендира выступали в парке Raging Waters в городе Сан-Димас (Калифорния). На протяжении всего этого периода Валленда продолжал участвовать в «семейной пирамиде» из семи человек.

## Рекорды
В 2008 году Валленда установил попал в Книгу рекордов Гиннеса осуществив самую долгую и высокую поездку на велосипеде по канату длинной 250 футов (76 м) на высоте 135 футов (41 м) над землей в Нью-Джерси. Он почти удвоил рекорд высоты в 2010 году до 260 футов (79 м). В тот же день в 2010 году он прошел по канату более 2000 футов (610 м) за одно выступление. Он поставил мировой рекорд в 2011 году, выступив на колесе смерти на вершине 23-этажного казино Tropicana и Resort.

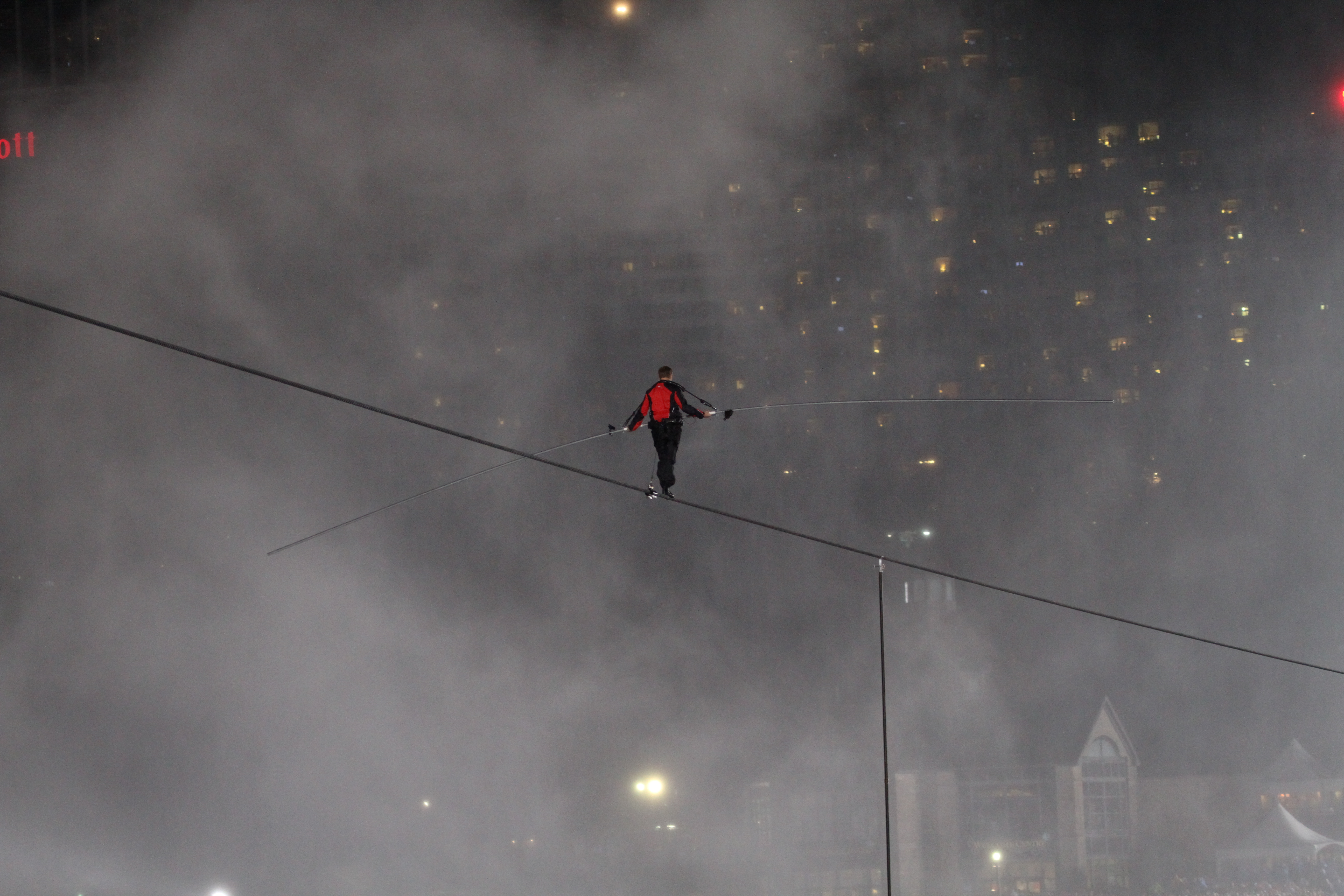
Валленда над Ниагарским водопадом, 15 июня 2012

Более всего известен как первый человек, прошедший по канату, растянутому через весь Ниагарский водопад; это событие произошло 15 июня 2012 года и широко освещалось на международном уровне. Этому предшествовали два года консультаций между американским и канадским правительствами по вопросам пересечения спортсменом границы, а сам Валленда был вынужден впервые в жизни воспользоваться страховкой, что было обязательным условием прохождения над водопадом.
В июне 2013 года Нику покорился Гранд-Каньон, который он перешел по канату без страховки. Этим он установил шестой по счету мировой рекорд, который будет занесен в Книгу рекордов Гиннесса.
3 ноября 2014 году Ник прошёл по стальному тросу, натянутому между двумя небоскрёбами в Чикаго на высоте 183 метра, на середине пути, при ветре 12 метров в секунду, — завязал глаза. Он рассказал, что главным его врагом был сильный ветер. За трюком наблюдали тысячи человек; кроме того, выступление транслировал в прямом эфире канал «Discovery Channel».

## Личная жизнь
Николас Валленда женат, имеет троих детей.